# Torre Simon
La Torre Simon és un edifici situat al carrer de la Mare de Déu de la Salut, 17-29 de Barcelona, opera prima de l'arquitecte Lluís Domènech i Montaner, que la va projectar amb un estil eclèctic pal·ladià.

## Història
Va ser encarregada el 1878 per Francesc Simon i Font, copropietari de l'editorial Montaner i Simon, com a residència d'estiueig de la família Simó-Bach, els quals la van vendre l'any 1885 al banquer Josep Garí i Cañas, copropietari de la Banca Arnús-Garí.
El 1904 es va convertir en col·legi de monges de la Congregació de les Germanes del Sagrat Cor de Maria, un centre educatiu que actualment encara està actiu. A la dècada del 1920 s'hi va afegir un nou pis i se'n va ampliar la resta, amb l'estètica original.